# Cinnycerthia
Cinnycerthia là một chi chim trong họ Troglodytidae.